# Bahnhof Lauterbourg
Der Bahnhof Lauterbourg ist der Bahnhof der elsässischen Stadt Lauterbourg. Er wurde 1874 im Zuge des Baus der Bahnstrecke Wörth–Strasbourg errichtet und mit deren Inbetriebnahme am 25. Juli 1876 eröffnet. Am 29. Juni 1900 ging die, in die Hauptstrecke einmündende, Bahnstrecke Wissembourg–Lauterbourg in Betrieb.

## Lage
Der Bahnhof liegt am südöstlichen Rand der Altstadt von Lauterbourg. Er besteht aus dem historischen Empfangsgebäude sowie einem nach dem Ersten Weltkrieg nördlich angebauten Dienstgebäude. Konstituierend sind zudem zwei Güterschuppen sowie ein gusseiserner Pumpbrunnen.

## Anlagen
Drei Bahnsteige, Quai A, B und C, die über einen niveaugleichen Überweg vom Empfangsgebäude aus erreicht werden können, werden allesamt planmäßig von folgenden Zügen bedient:
- Quai A: Durchgehende und abfahrende Züge nach Strasbourg
- Quai B: Ankommende und abfahrende Züge von und nach Wörth (DB)
- Quai C: Durchgehende Züge in Richtung Wörth

Zwei Stellwerke, Poste 1 und 2 – Poste allemand und Poste français –, befinden sich jeweils mit vier Hauptsignalen (plus zwei Einfahrsignalen sowie zwei Carré violet, französisches Pendant zum deutschen Sh 0/1, Schutzsignale) Bauart ex-AL (ex-Alsace-Lorraine) einmal am Nord- und Südkopf des Bahnhofs. Poste 1 bedient außerdem den Bahnübergang direkt neben dem Stellwerk.
Im Bahnhof beginnt die Strecke zum Hafen Lauterbourg.

## Betrieb
Der Bahnhof wird von Zügen der TER Grand Est von Straßburg aus bedient. Der Verkehr nach Wörth wird von der Deutschen Bahn im Stundentakt bedient.
Am Hausbahnsteig steht, zusätzlich zum französischen, auch ein Fahrkartenautomat der Deutschen Bahn zur Verfügung.

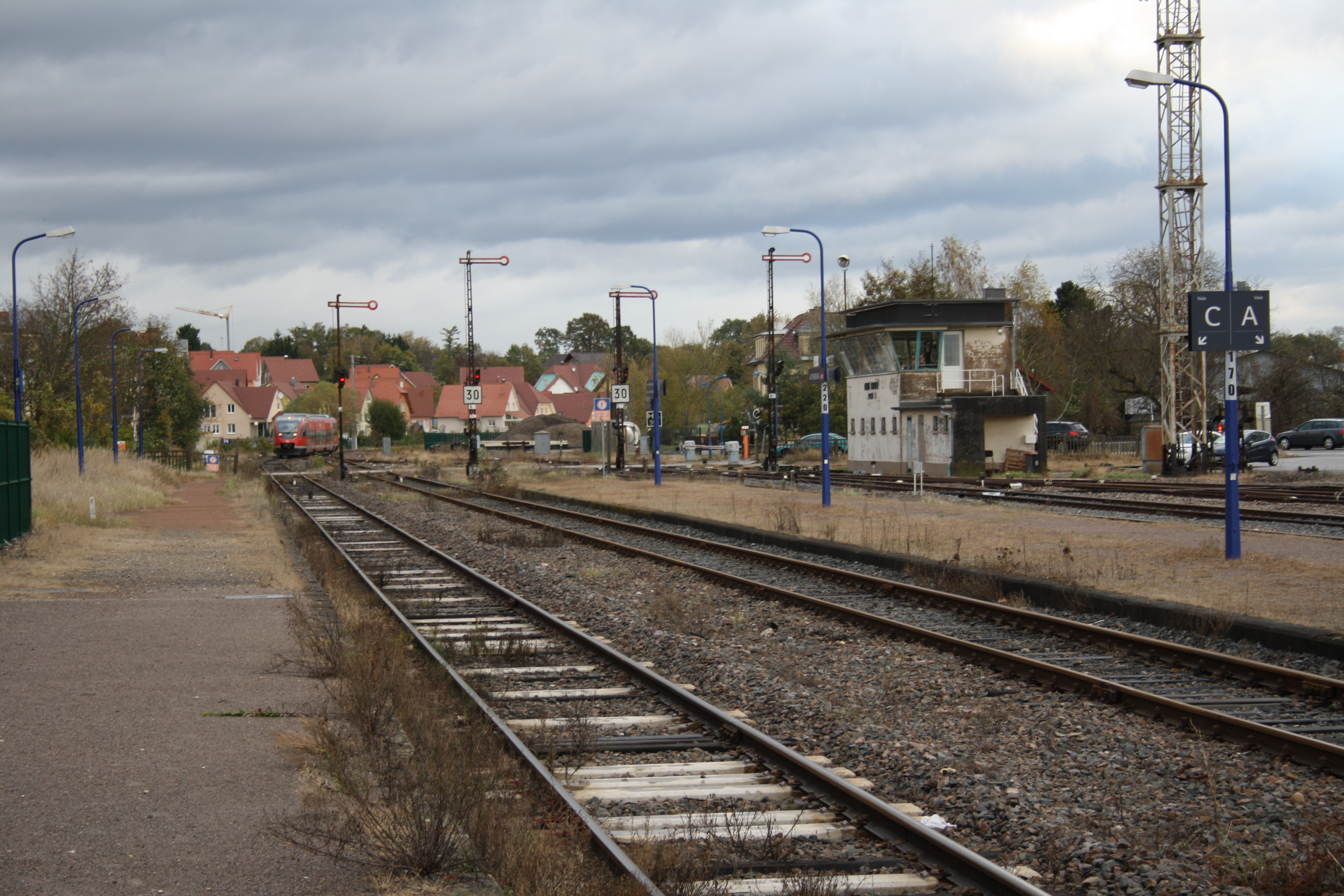
Nördlicher Bahnhofskopf mit Stellwerk und Bahnübergang
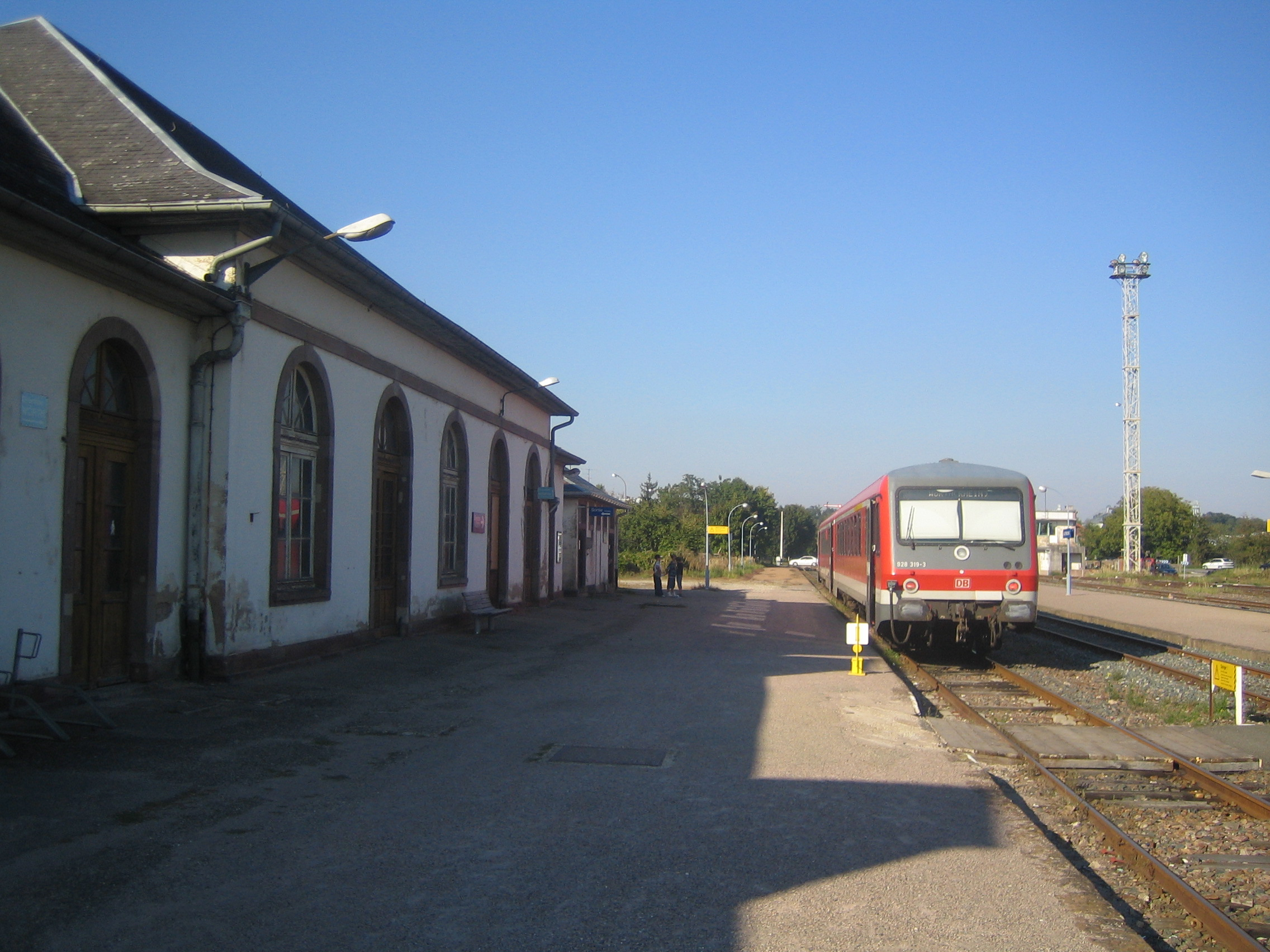
Triebwagen der DB-Baureihe 628 am Hausbahnsteig
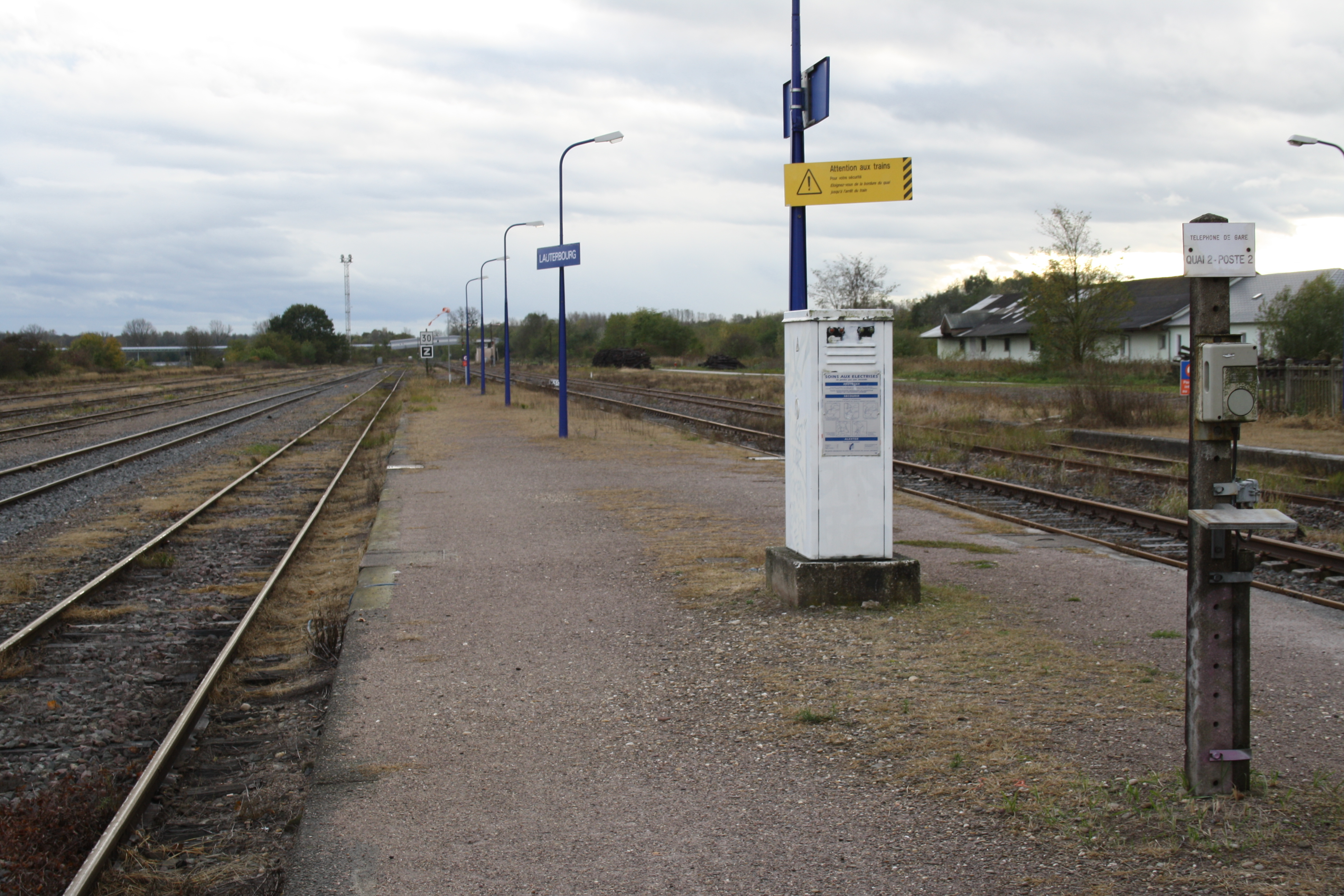
Blick über den südlichen Bahnhofsteil
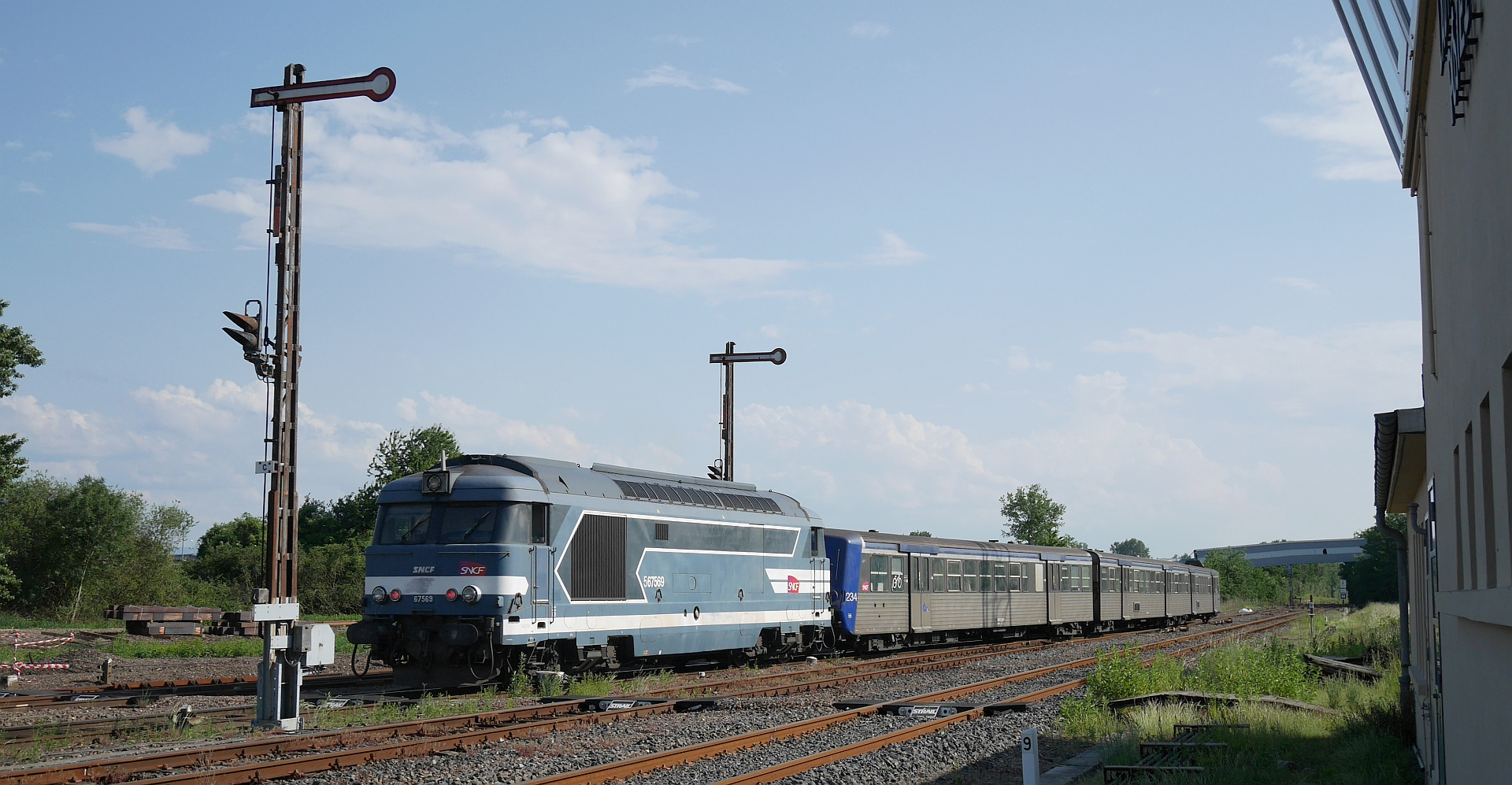
In Richtung Strasbourg zwei Signale der Bauart ex-AL passierender Wendezug des TER Alsace mit Lok der Baureihe BB 67400